# Castelbottaccio
Castelbottaccio är en ort och kommun i provinsen Campobasso i regionen Molise i Italien. Kommunen hade 289 invånare (2018).